# Wydział pościgowy
Wydział pościgowy – amerykański film sensacyjny z 1998 roku. Jest to spin-off filmu Ścigany z 1993 roku. 

## Fabuła
W Chicago dochodzi do wypadku samochodowego. Ranny kierowca Mark Roberts okazuje się człowiekiem podejrzanym o dwa zabójstwa. Zostaje aresztowany i przewieziony do Nowego Jorku. Podczas lotu jeden z eskortowanych więźniów strzela. Celem miał być Roberts, ale kula trafiła w okno, co doprowadza do rozbicia samolotu w Ohio. Robertsowi udaje się uciec. Gerard zaczyna pościg. Podczas jego trwania okazuje się, że Mark Roberts naprawdę nazywa się Sheridan i wcześniej pracował w CIA i jednej z agencji rządowych jako zabójca. Ścigany jest za morderstwo dwóch agentów, którzy mieli znaleźć chińskiego szpiega działającego w kręgach rządowych. Do pościgu dołącza się agent John Royce.

## Obsada
- Tommy Lee Jones – szeryf federalny Samuel Gerard
- Wesley Snipes – Mark J. Sheridan/Warren/Roberts
- Robert Downey Jr. – agent specjalny John Royce
- Joe Pantoliano – szeryf federalny Cosmo Renfro
- Daniel Roebuck – szeryf federalny Bobby Biggs
- Tom Wood – szeryf federalny Noah Newman
- LaTanya Richardson – szeryf federalny Savannah Cooper
- Irène Jacob – Marie Bineaux, dziewczyna Marka
- Kate Nelligan – szeryf USA Catherine Walsh
- Patrick Malahide – Bertram Lamb, szef ABN
- Rick Snyder – agent specjalny Frank Barrows
- Michael Paul Chan – Xian Chen, attaché kulturalny Chin w ONZ
- Donald Li – detektyw Kim